# Jani Hakanpää
Jani Hakanpää (* 31. März 1992 in Kirkkonummi) ist ein finnischer Eishockeyspieler, der seit Juli 2024 bei den Toronto Maple Leafs in der National Hockey League unter Vertrag steht. Mit der finnischen Nationalmannschaft gewann der Verteidiger die Goldmedaille bei der Weltmeisterschaft 2019.

## Karriere

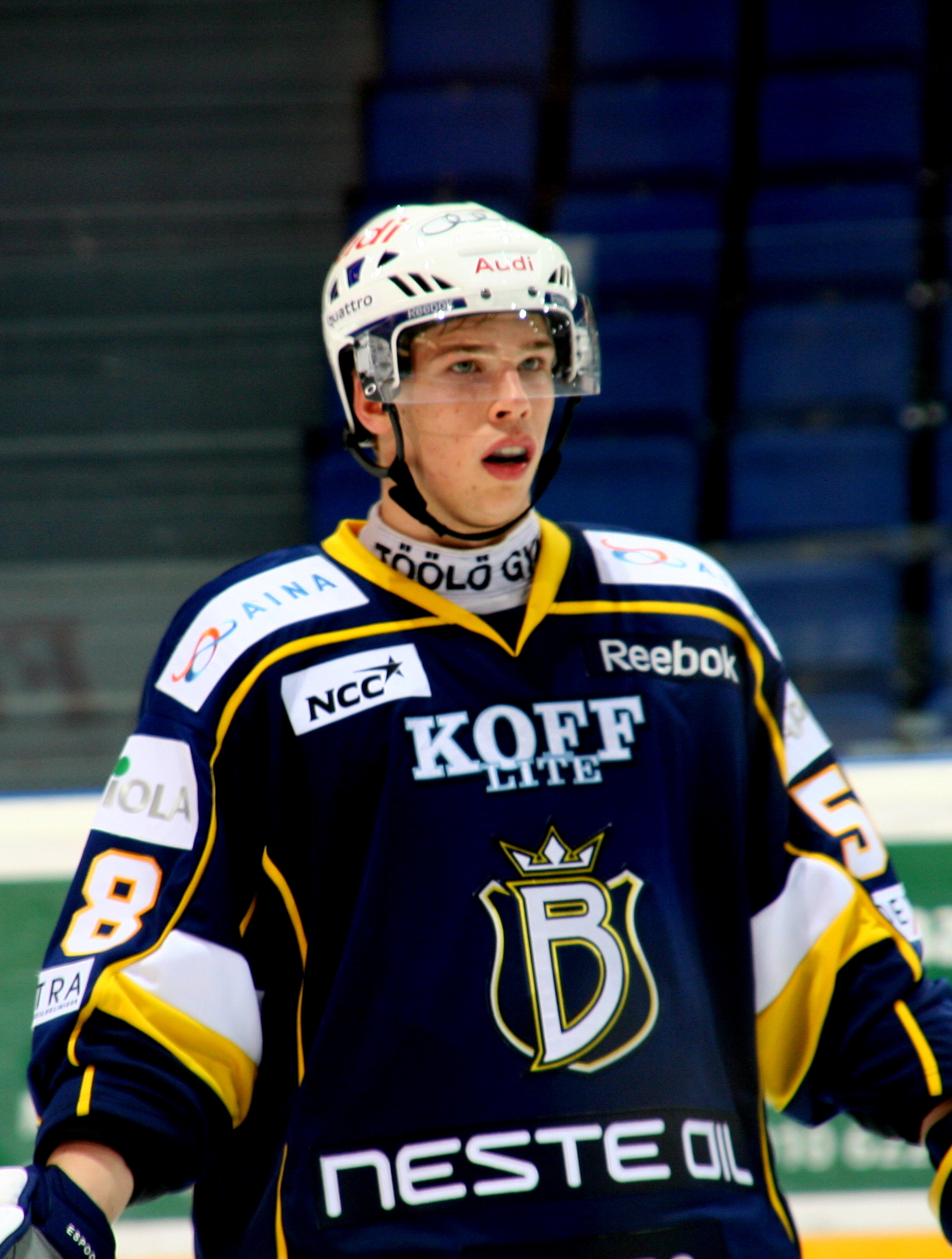
Hakanpää im Trikot der Espoo Blues (2010)

Der Finnlandschwede Jani Hakanpää spielte in seiner Jugend in den Nachwuchsabteilungen von Kiekko-Vantaa, bevor er zur Spielzeit 2010/11 zu den Espoo Blues wechselte. Mit deren U20 lief er anschließend in der Nuorten SM-liiga auf, der ranghöchsten Juniorenliga Finnlands, während er parallel dazu bei der Finnischen U20-Nationalmannschaft zum Einsatz kam, die in der zweitklassigen Mestis auflief. Zur Saison 2011/12 etablierte der Abwehrspieler sich bei den Herren der Espoo Blues und stand somit regelmäßig in der höchsten Profiliga des Landes auf dem Eis, der später in Liiga umbenannten SM-liiga.
Bereits im NHL Entry Draft 2010 hatten ihn die St. Louis Blues an 104. Position ausgewählt, bevor der Finne gegen Ende der Spielzeit 2012/13 erstmals nach Nordamerika wechselte. Dort lief er fortan für die Farmteams der Blues auf, die Peoria Rivermen sowie die Chicago Wolves aus der American Hockey League (AHL) sowie auch kurzzeitig für die Quad City Mallards aus der drittklassigen ECHL. Nach etwas mehr als zwei Jahren kehrte der Verteidiger zur Saison 2015/16 jedoch in seine finnische Heimat zurück, ohne eine Partie für St. Louis in der National Hockey League (NHL) absolviert zu haben.
Fortan lief Hakanpää vier Jahre lang für Kärpät Oulu in der Liiga auf, wobei er mit dem Team in den Playoffs 2018 die finnische Meisterschaft gewann. Zudem steigerte er seine persönlichen Offensivstatistiken in dieser Zeit deutlich, so verzeichnete er in der Saison 2018/19 insgesamt 23 Scorerpunkte in 52 Partien und wurde mit elf erzielten Treffern zweitbester Torschütze unter den Abwehrspielern (gemeinsam mit Ilkka Heikkinen). Außerdem führte er in den Jahren 2017/18 und 2018/19 alle Verteidiger der Liga in der Plus/Minus-Statistik an (+28 bzw. +29).
In der Folge kehrte der Finne in die NHL zurück, indem er im Juli 2019 einen Einjahresvertrag bei den Anaheim Ducks unterzeichnete. Auch diese setzten ihn vorerst bei ihrem AHL-Farmteam ein, den San Diego Gulls, bevor er schließlich im März 2020 zu seinem NHL-Debüt kam. Mit Beginn der Spielzeit 2020/21 etablierte er sich schließlich im Aufgebot der Ducks, ehe er kurz vor der Trade Deadline im April 2021 mitsamt einem Sechstrunden-Wahlrecht für den NHL Entry Draft 2022 an die Carolina Hurricanes abgegeben wurde. Im Gegenzug wechselte Haydn Fleury nach Anaheim. In Carolina beendete er die Saison 2020/21 und erhielt dort anschließend keinen weiterführenden Vertrag, sodass er im Juli 2021 als Free Agent zu den Dallas Stars wechselte. In gleicher Weise wechselte er nach drei Jahren bei den Stars im Juli 2024 zu den Toronto Maple Leafs.

### International
Auf internationaler Ebene debütierte Hakanpää bei der U18-Weltmeisterschaft 2010 und gewann dort mit der U18-Nationalmannschaft seines Heimatlandes die Bronzemedaille. Mit der U20-Auswahl folgte ein vierter Platz bei der U20-Weltmeisterschaft 2012. Für die A-Nationalmannschaft Finnlands stand der Verteidiger anschließend bei der Weltmeisterschaft 2019 auf dem Eis, wo man den ersten Weltmeistertitel seit 2011 erringen konnte.

## Erfolge und Auszeichnungen
- 2010 Bronzemedaille bei der U18-Weltmeisterschaft
- 2018 Finnischer Meister mit Kärpät Oulu
- 2019 Goldmedaille bei der Weltmeisterschaft

## Karrierestatistik
Stand: Ende der Saison 2024/25

### International
Vertrat Finnland bei:
- U18-Weltmeisterschaft 2010
- U20-Weltmeisterschaft 2012
- Weltmeisterschaft 2019

(Legende zur Spielerstatistik: Sp oder GP = absolvierte Spiele; T oder G = erzielte Tore; V oder A = erzielte Assists; Pkt oder Pts = erzielte Scorerpunkte; SM oder PIM = erhaltene Strafminuten; +/− = Plus/Minus-Bilanz; PP = erzielte Überzahltore; SH = erzielte Unterzahltore; GW = erzielte Siegtore; 1 Play-downs/Relegation; Kursiv: Statistik nicht vollständig)